# Kurzgesagt – In a Nutshell
Kurzgesagt – In a Nutshell (dříve pouze Kurzgesagt) je v Mnichově založený YouTube kanál, který produkuje animovaná vzdělávací videa. Jejich videa jsou nahrávána přibližně jednou za dva až tři týdny a točí se kolem různých témat; např. o černých dírách, zdravosti a nezdravosti masa, ekologii, možných budoucích technologiích, nemocích a dalších tématech. Jejich videa také obvykle obsahují mnoho odkazů na pop kulturu, jako jsou odkazy na Pána času a Pokémon. Kurzgesagt používá vizuální formát prezentace informací, jako je barevné kódování buňky imunitního systému. O tomto youtube kanálu se zmiňovaly známé webové stránky jako například Cnet nebo The Verge.
Název je odvozen od německého kurz gesagt, což znamená „v kostce“ nebo „ve zkratce“.

## Vznik
Nejdříve to byl pouze projekt Philippa Dettmera, ale první video o tom, jak funguje evoluce, bylo nečekaně úspěšné a další videa na tom byla stejně tak. Jejich nejlépe hodnocené video je nazvané Malé bomby ve vaší krvi – imunitní systém má hodnocení 99,4. Nejvíce zhlédnutí má video Koronavirus přehledně a co byste měli dělat, které má 86 milionů zhlédnutí. Hranici pěti milionů překročil kanál v listopadu 2017 a hranici deseti milionů listopadu 2019.